# Honda VF750F
Honda VF 750F Interceptor – motocykl sportowo-turystyczy firmy Honda produkowany pomiędzy 1983 a 1985 rokiem. Motocykl posiadał 86-konny czterocylindrowy silnik widlasty w układzie V90 chłodzony wodą, sprzęgło antyhoppingowe, układ antynurkujący. Nowy, wprowadzony na rynek model zdobył tytuł "Motocykla Roku 1983" w plebiscycie niemieckiego czasopisma "Motorrad". Motocykl zmusił przedsiębiorstwo do przeprowadzenia dużej akcji serwisowej z powodu problemów motocykla z krzywkami wałków rozrządu po przebiegach rzędu 20-25 tys. km. Powyższą wadę wyeliminowano dopiero w modelu z roku 1985.
W Japonii produkowano ten model do 1988. Widlasty silnik generował 100 KM, napęd był przeniesiony na tylne koło za pomocą łańcucha. Licznik wyskalowany był do 180 km/h. Na desce rozdzielczej była również czerwona kontrolka zapalająca się po przekroczeniu prędkości 90 km/h.